# I love you, baby
I love you, baby es una película española dirigida por Alfonso Albacete y David Menkes y estrenada en el año 2001. El guion fue escrito por los dos directores y Lucía Etxebarria.

## Argumento
Marcos (Jorge Sanz) llega a la gran ciudad y se enamora de Daniel (Santiago Magill), un actor. Este amor recién nacido fracasa. Tras la separación, Daniel recibe el consuelo de su mejor amiga, Carmen (Verónica Forqué), una mujer que tiene respuestas para todo. Mientras tanto, Marcos se replantea su futuro y conoce a Marisol (Tiaré Scanda), una inmigrante dominicana. Juntos viven una historia de apasionada.

## Reparto
| Actor/Actriz            | Personaje                  |
| ----------------------- | -------------------------- |
| Jorge Sanz              | Marcos                     |
| Tiaré Scanda            | Marisol                    |
| Santiago Magill         | Daniel                     |
| Verónica Forqué         | Carmen                     |
| Marilyn Torres          | Kenia                      |
| Alicia Agut             | Asunción                   |
| Nacho San Pedro         | Antonio                    |
| Laura Ramos             | Kati                       |
| Elaine Yasiris          | Teresa                     |
| Santa Morel             | Rosi                       |
| Dani Martín             | Carlos                     |
| Rocío Bernal            | Susana                     |
| Jose M. Álvarez         | Hombre Prueba              |
| David Pomares           | Joven Karaoke              |
| Chacho Carreras         | Fredis                     |
| Joel Angelino           | Luis                       |
| Adriana Davidova        | Actriz Serie TV            |
| Juan Prado              | Novio Actriz Serie TV      |
| Inmaculada Galván       | Presentadora Telemadrid    |
| Jacobo Domínguez        | Reportero TV               |
| Irene Fernández         | Reportera TV               |
| Pedro Serrano           | Encargado 'Show Girl'      |
| Alexei Higuera          | Alexei                     |
| Sergei Higuera          | Sergei                     |
| Santiago Sanz           | Marcos Jr.                 |
| Michael Salvador        | Junior                     |
| Marta Suárez            | Chica 1                    |
| Carmen Arbex            | Chica 2                    |
| Cintia Rivera           | Tatiana                    |
| Girmeli Viviana Santana | Voz Tatiana niña           |
| Shigemi Hikino          | Cantante Karaoke           |
| Tomás Mikel             | Fan Boy George             |
| Amparo Orozco           | Bailarines Teatro          |
| Mercedes del Castillo   | Compañia de Danza Losdedae |
| Gustavo Martín          | Compañia de Danza Losdedae |
| Livio Panieri           | Compañia de Danza Losdedae |
| Sandra Cardoso          | Compañia de Danza Losdedae |
| Paloma Sanz             | Compañia de Danza Losdedae |
| Jesús Carames           | Compañia de Danza Losdedae |
| Chevi Muraday           | Compañia de Danza Losdedae |
| Javier Manrique         | Rafa                       |
| Boy George              | Boy George                 |
| Mario Vaquerizo         | Hombre en bar              |
| Juan Carlos Vellido     |                            |